# Inetkaes
Inetkaes of Initkas was een prinses in het oude Egypte tijdens de 3e dynastie. Ze is zover bekend het enige kind van farao Djoser en zijn vrouw Hetephernebti.
Het bestaan wordt afgeleid uit het feit dat ze wordt genoemd op een stele bij Djosers trappiramide en is afgebeeld op een reliëf. Het reliëf, tegenwoordig te vinden in Turijn, toont farao Djoser met enkele kleinere personen, waaronder zijn dochter en vrouw. Op de stèle krijgt ze de titel s3t-niswt, dat koninklijke dochter betekent. Typisch voor het Oude Rijk is dat de farao groter werd afgebeeld dan de koningin en de dochter. 